# Jean-André Lepaute
Jean-André Lepaute (23 novembre 1720 – 11 aprile 1789) è stato un orologiaio francese.
Fondatore di una dinastia di orologiai detentrice del nome di horlogers du Roi, apportò numerosi miglioramenti alla tecnica orologiaia e in particolare allo scappamento.

## Biografia
Jean-André giunge a Parigi nel 1740 e presto vi acquista notorietà grazie ai numerosi orologi pubblici che costruisce per il palazzo del Lussemburgo, il castello di Bellevue, il castello di Ternese l’École militaire.
A lui si devono numerose invenzioni e d’innovazioni.
Per il palazzo del Lussemburgo costruisce il primo orologio in cui i ruotismi del congegno lavorano in piano orizzontale e sono quindi meno soggetti ad usura. Gli viene concesso di stabilire il suo laboratorio nello stesso palazzo.
Nel 1748 sposa Nicole Reine Etable, astronoma e matematica, che lo aiuta nel calcolo dei meccanismi.
Stringe amicizia con il geometra Clairaut e con l'astronomo Lalande che lo introducono nell'alta società parigina e nel mondo della cultura.
Riceve il titolo di Orologiaio del Re. Trasferisce il suo laboratorio in uno più grande a Saint-Cloud e, nel 1748, si fa raggiungere dal fratello Jean-Baptiste. 
Nel 1752 i due fratelli construiscono un orologio che indica le ore, i minuti e i secondi e lo presentano al re Luigi XV. Nel 1755 Jean-André compone un Trattato di orologeria.
Intorno al 1760 i due fratelli si fanno raggiungere a Parigi dai nipoti Pierre Henry e Pierre-Basile Lepaute che li aiutano nella fabbrica e più tardi, insieme ai loro rispettivi figli, continueranno l'attività dell'impresa familiare.
Il laboratorio Lepaute produsse non solo grandi orologi per edifici pubblici, ma anche pendole da mensola, in genere in bronzo dorato, per l'arredo di dimore della nobiltà e della borghesia, valendosi della collaborazione di scultori contemporanei.

## Orologi pubblici e d'arredo privato

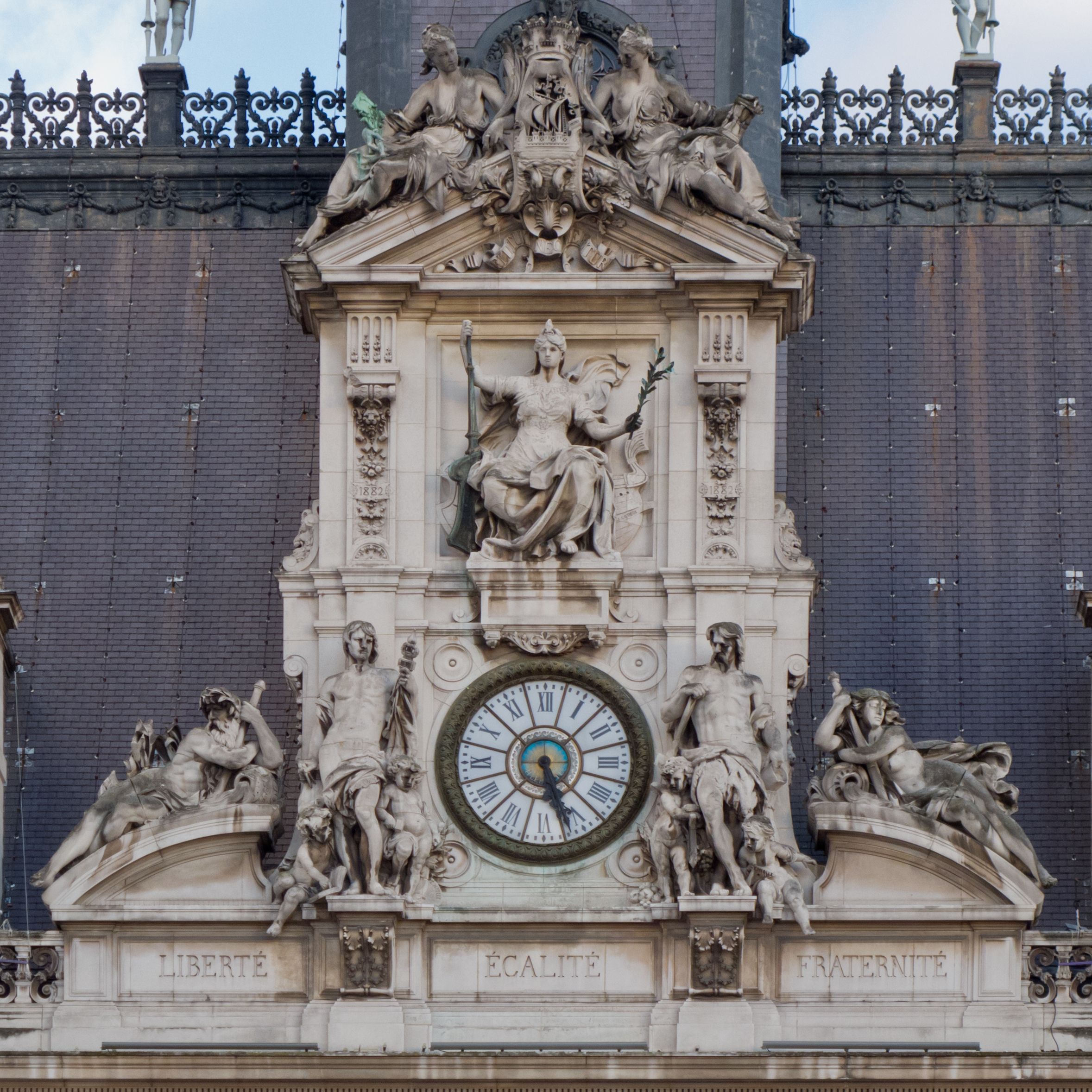
Hotel de ville, Parigi
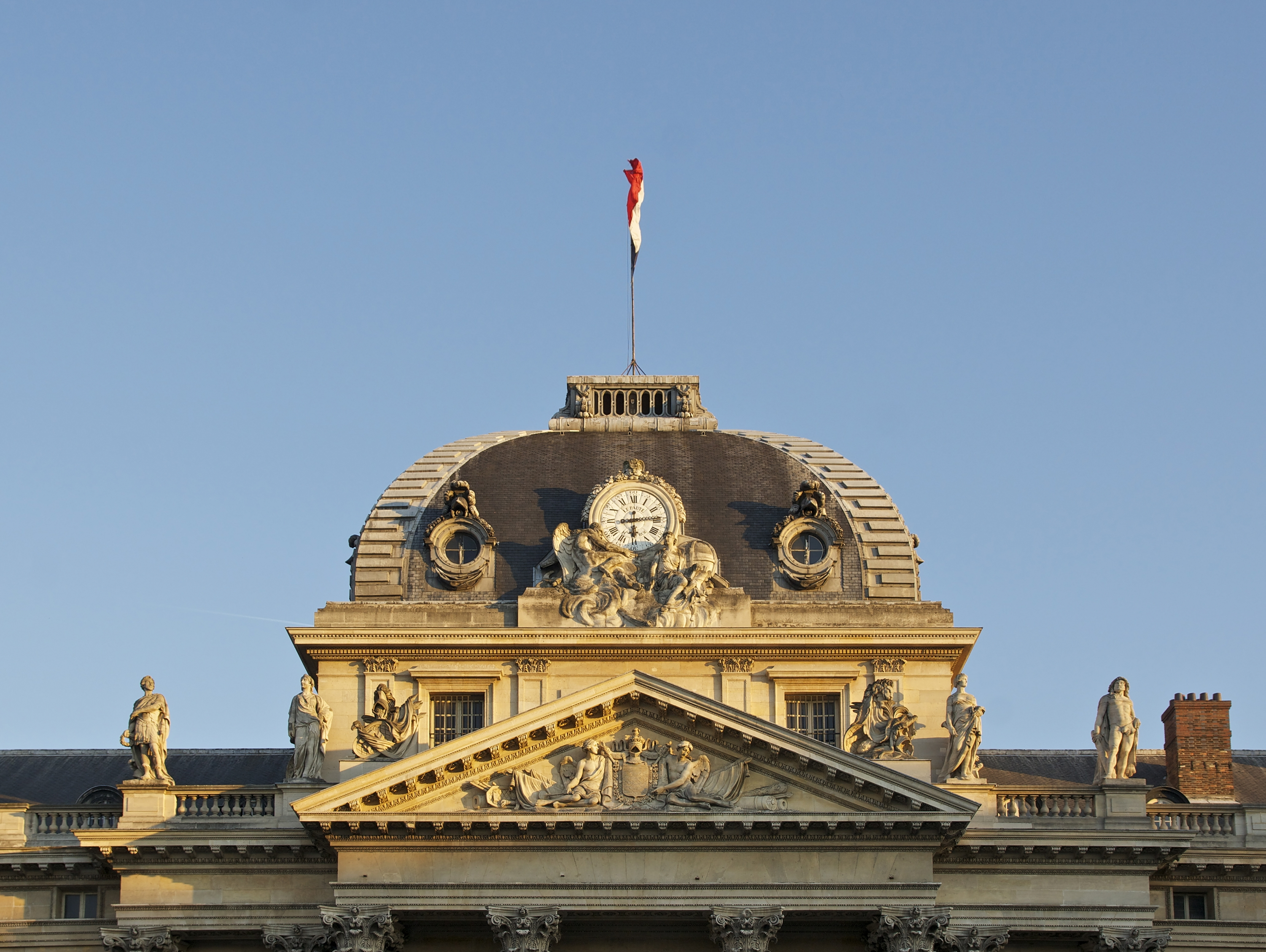
École militaire, Parigi
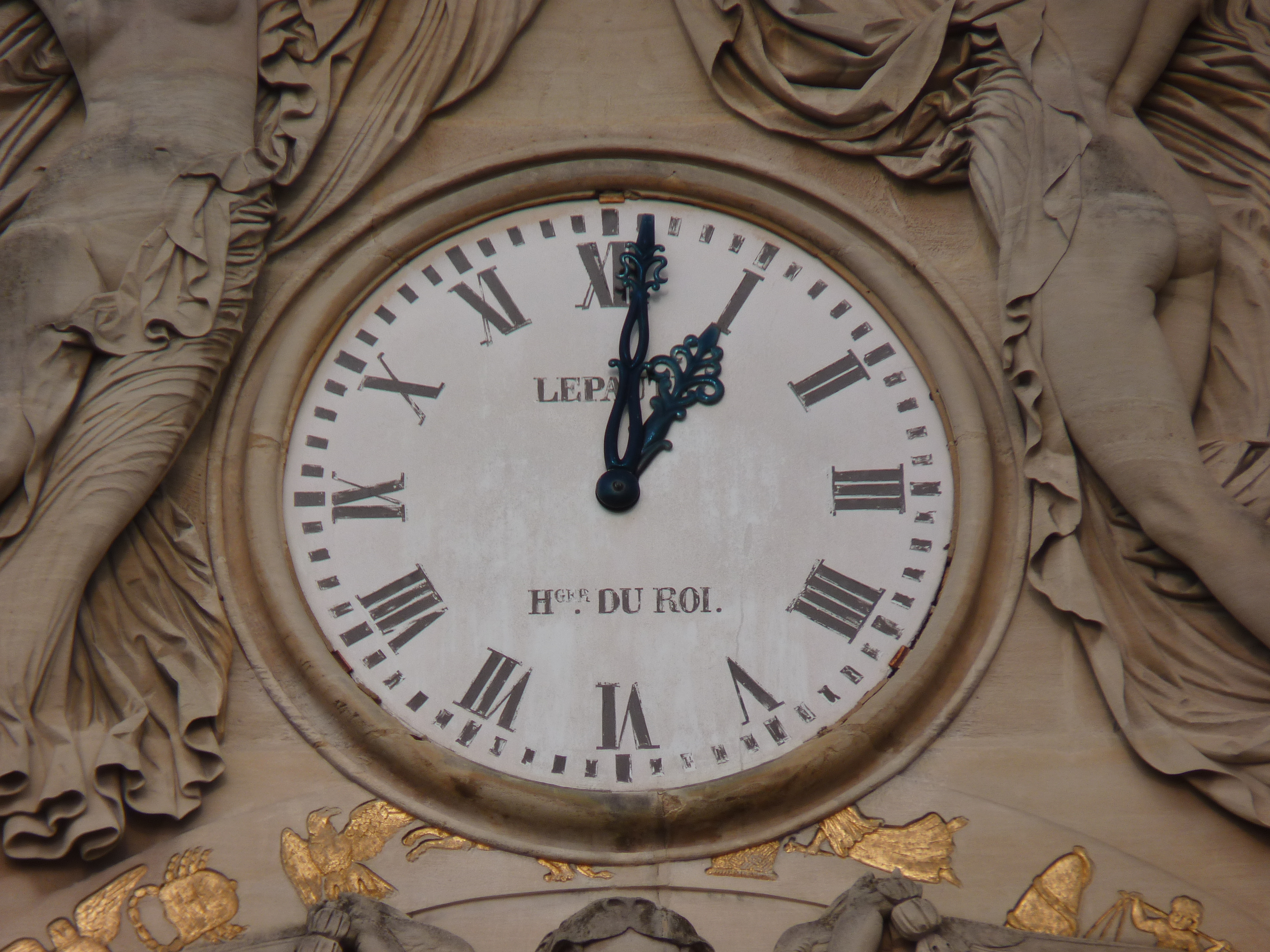
Palazzo del Lussemburgo, Parigi
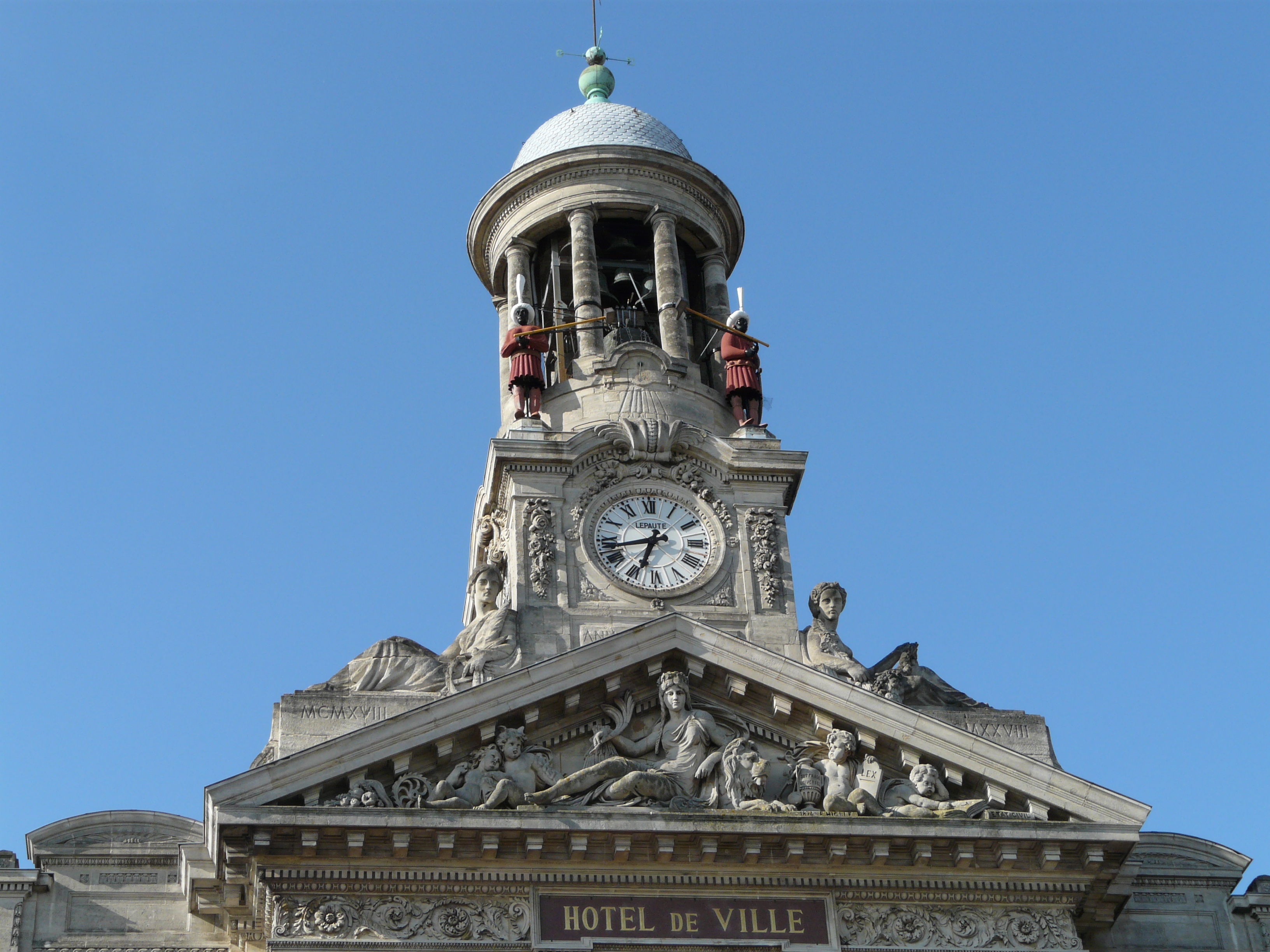
Hotel de ville, Cambrai
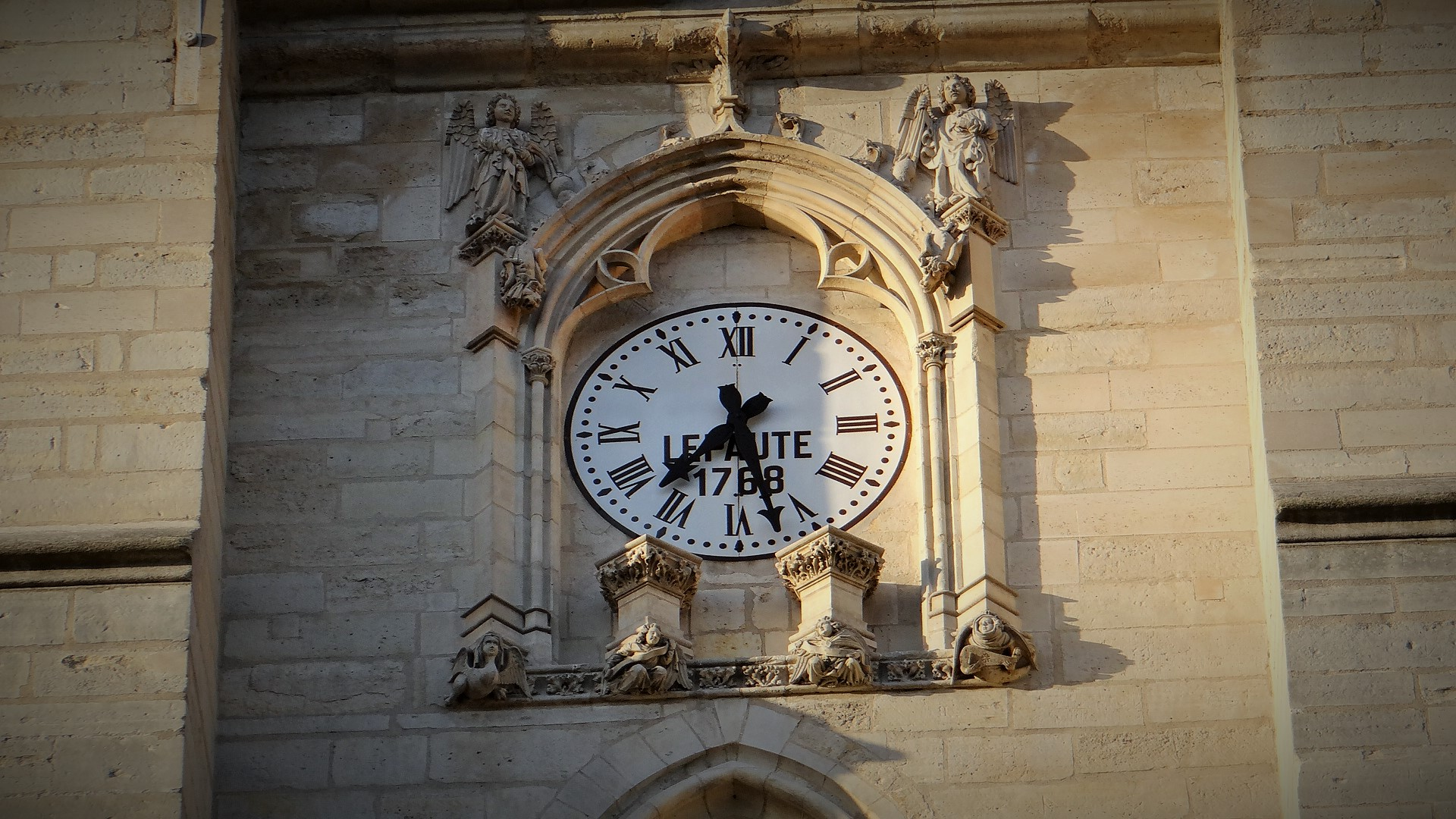
Castello di Vincennes
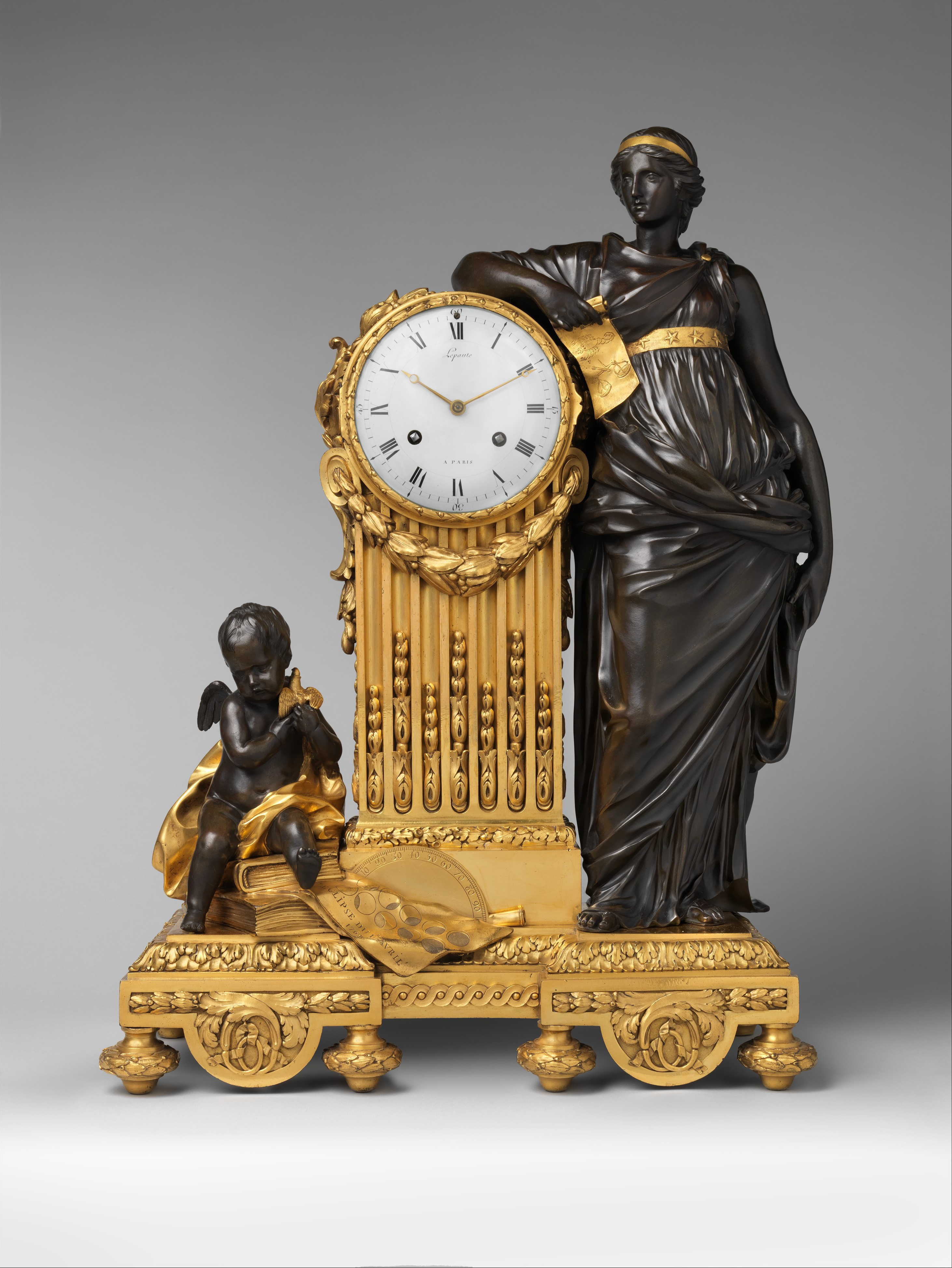
Orologio da mensola, Urania, 1764 circa, Metropolitan Museum of Art
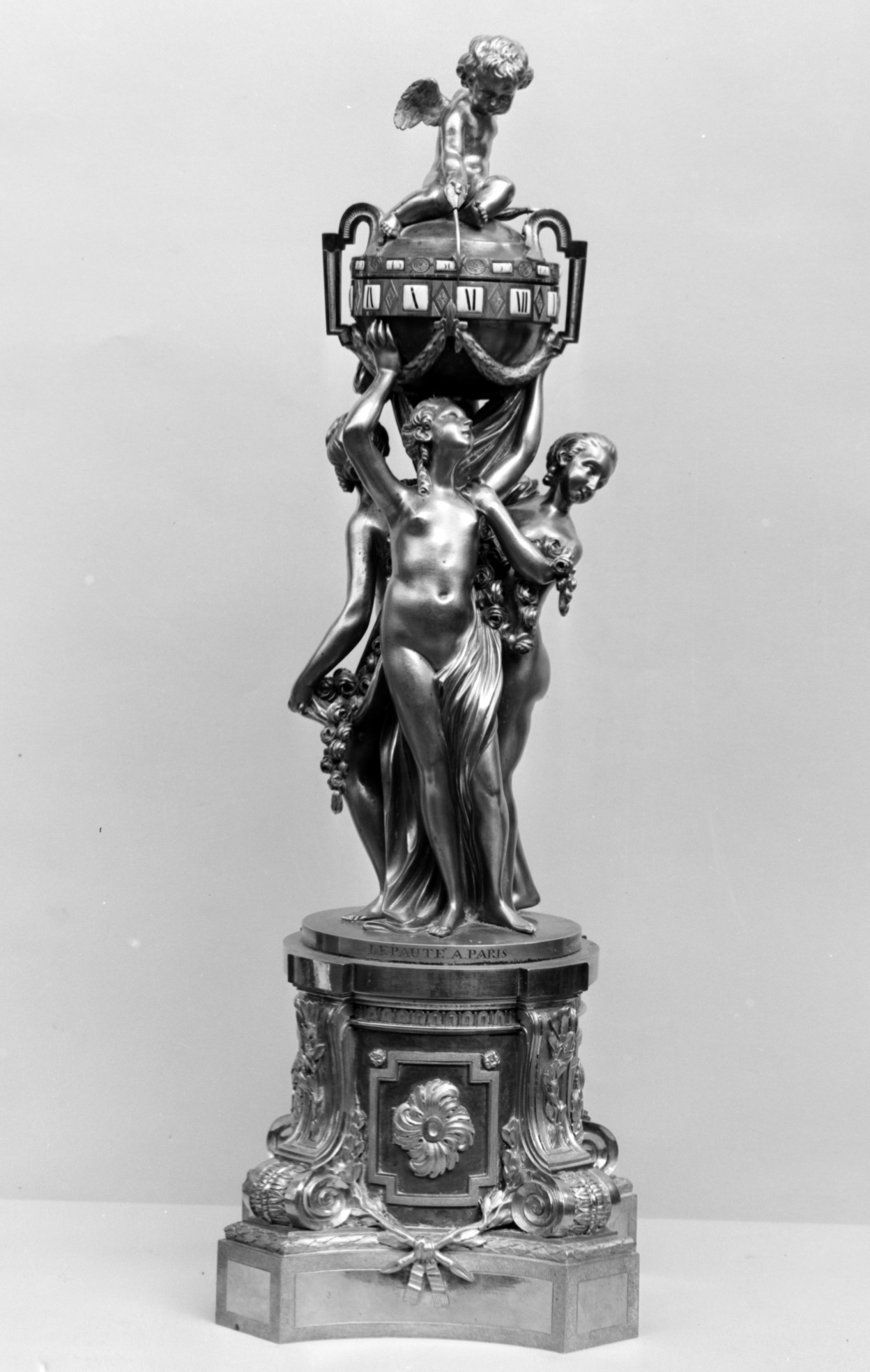
Orologio da mensola, Le Grazie, 1770 circa, Metropolitan Museum of Art
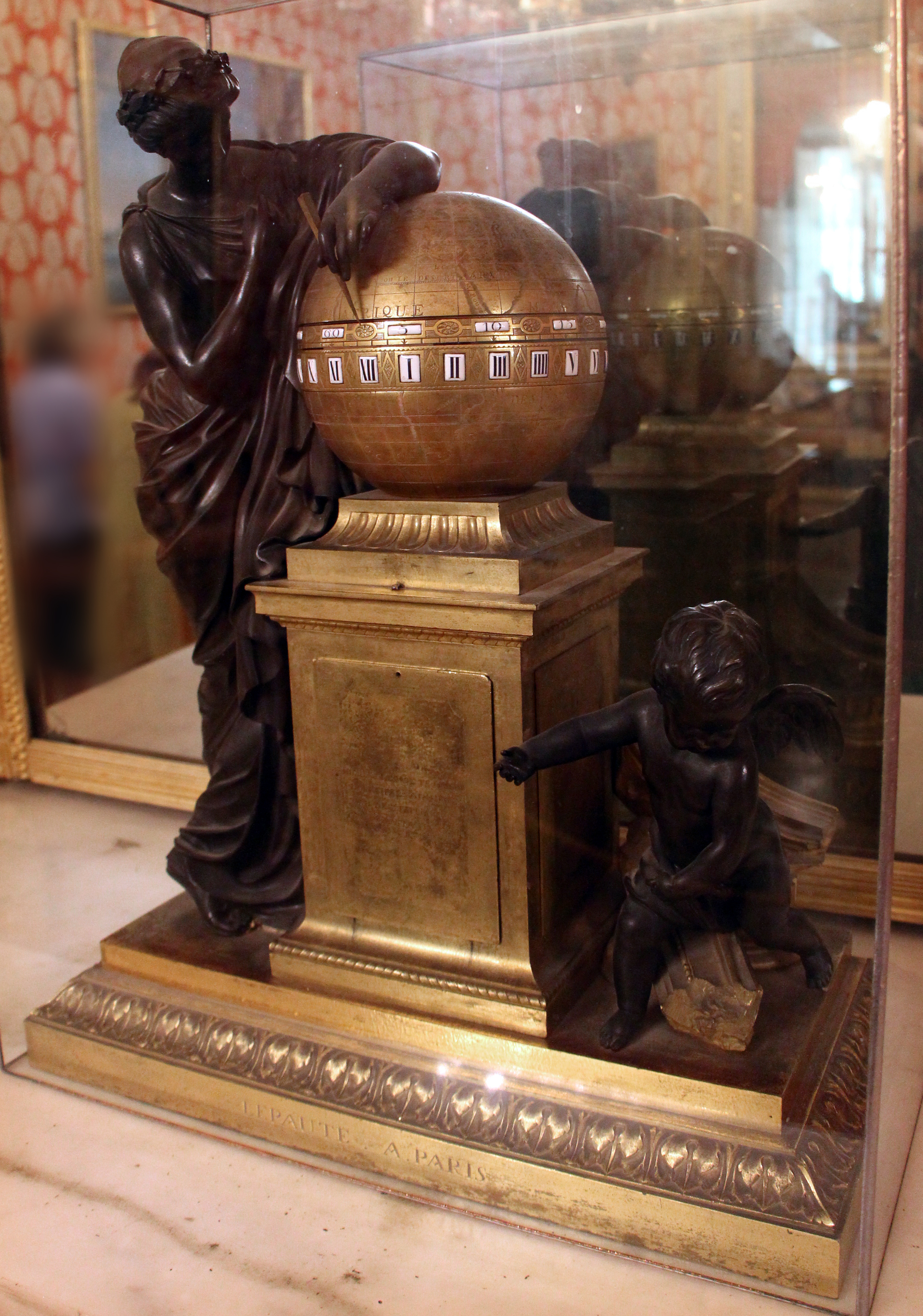
Grande orologio, 1770, Palazzo ducale di Modena
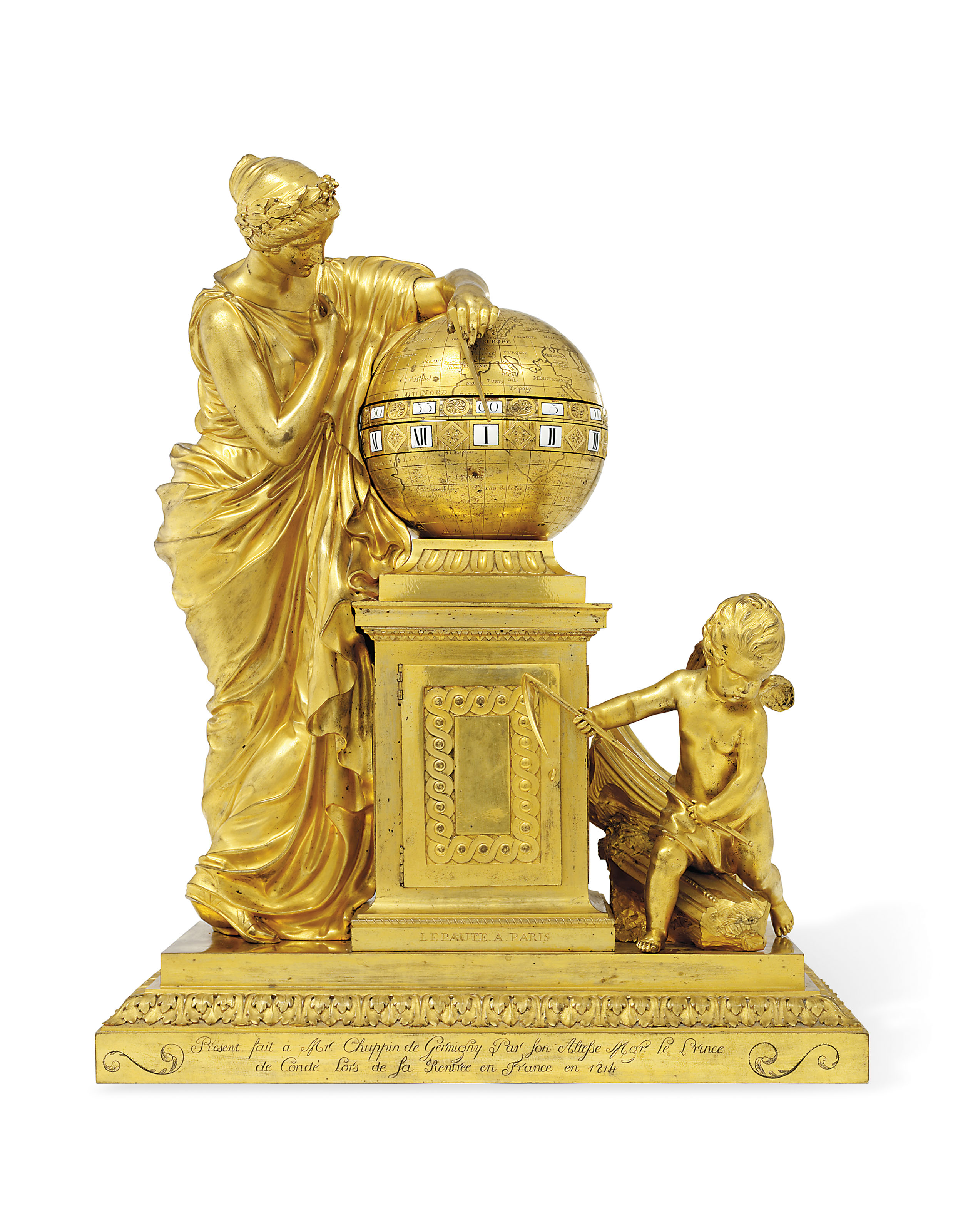
Orologio da mensola, Clio, 1770 circa
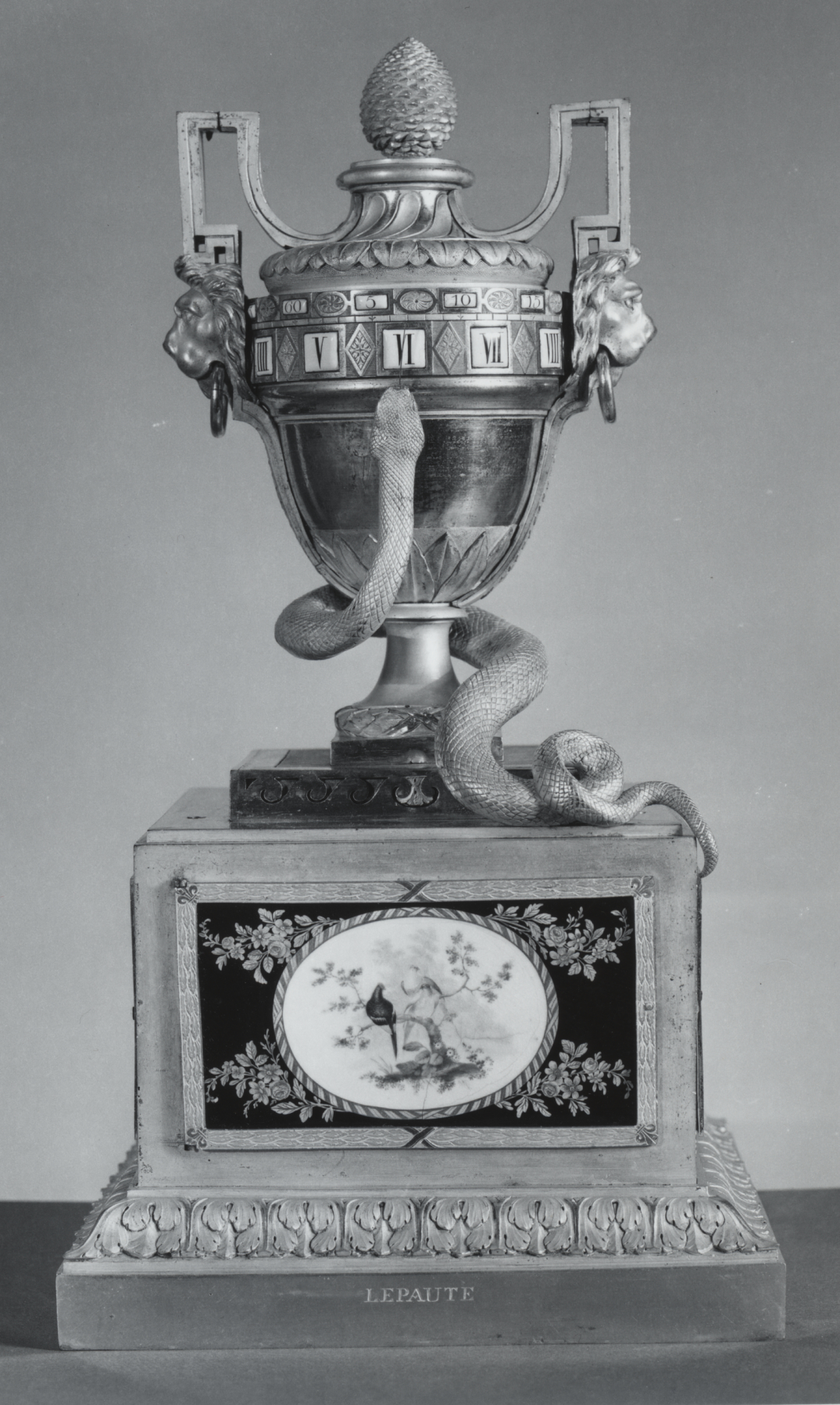
Orologio da mensola, Urna, 1774 circa, Walters Art Museum
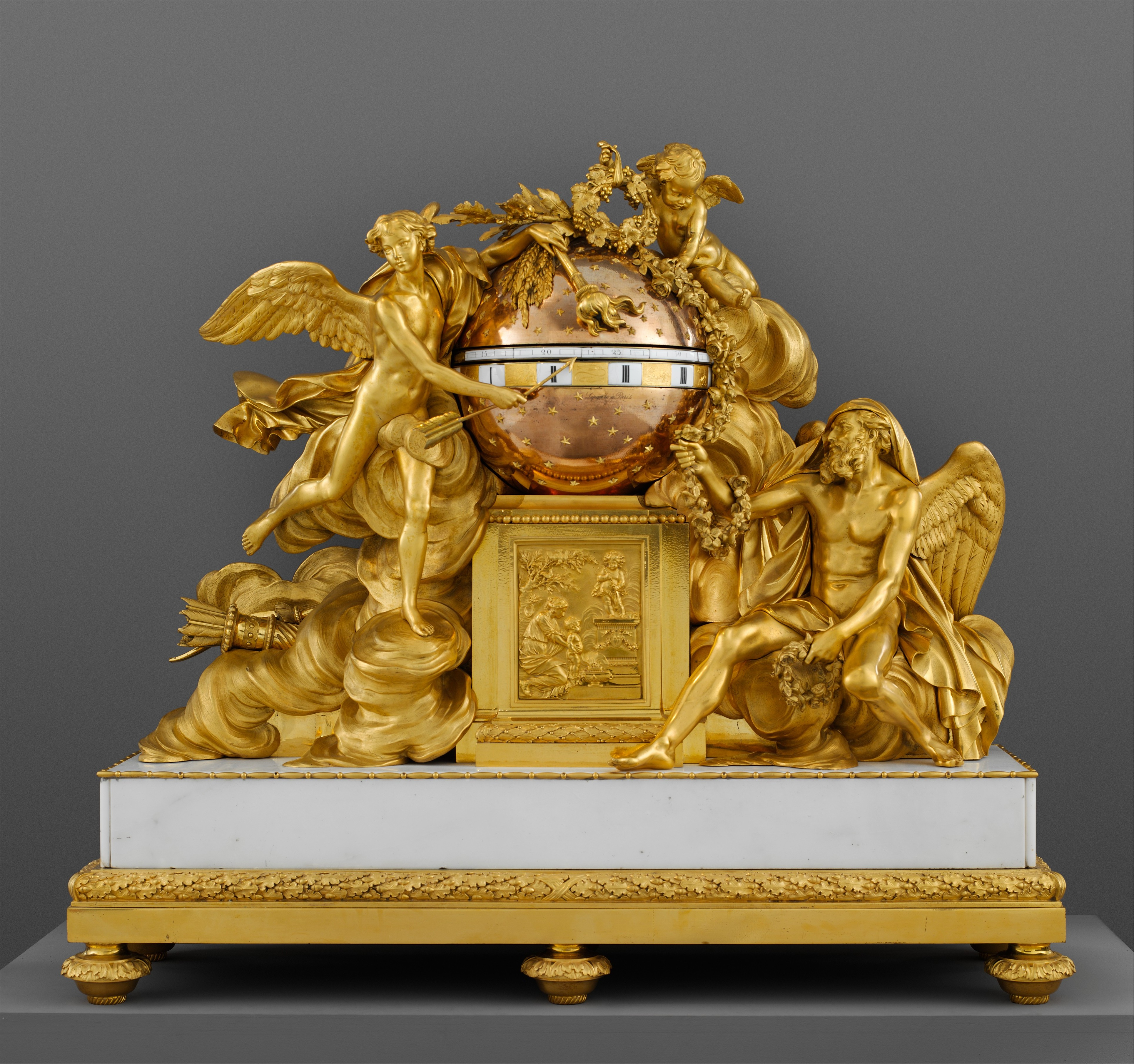
Orologio da mensola, Trionfo di Amore sul Tempo, 1780 circa, Metropolitan Museum of Art

## Opere

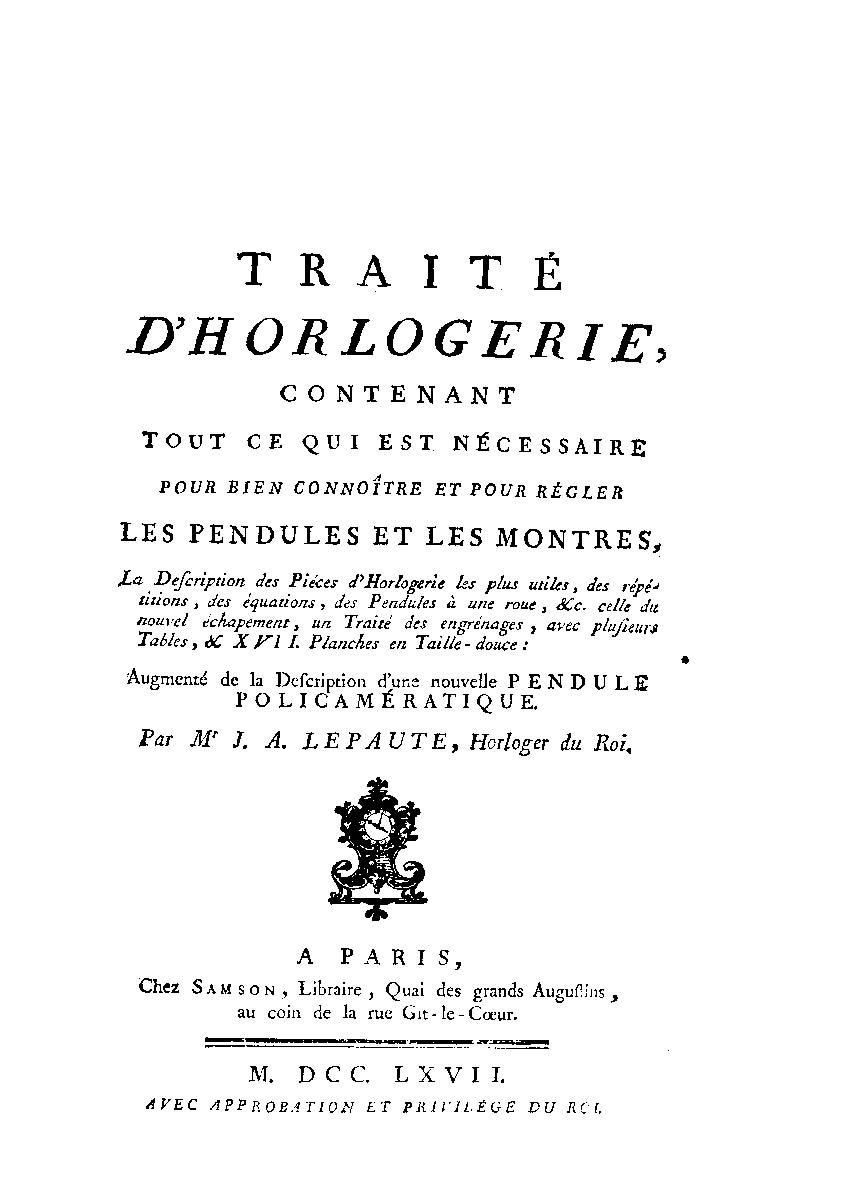
Traité d'horlogerie, 1767

- (FR) Jean André Lepaute, Traité d'horlogerie, A Paris, Jean-Jacques Samson, 1767. URL consultato il 18 giugno 2015.